# إيزابيل ألونسو
إيزابيل ألونسو (بالفرنسية: Isabelle Alonso) ولدت في 8 مايو 1953م، ناشطة أنثوية لنصرة المرأة، وروائية فرنسية، وكاتبة عمود بالراديو والتلفزيون الفرنسي.

## روابط خارجية
- إيزابيل ألونسو على موقع IMDb (الإنجليزية)